# Sabine Giesbrecht
Sabine Giesbrecht (zeitweise auch: Sabine Schutte, geboren 25. Januar 1938 in Gumbinnen, Ostpreußen) ist eine deutsche Musikwissenschaftlerin.

## Leben

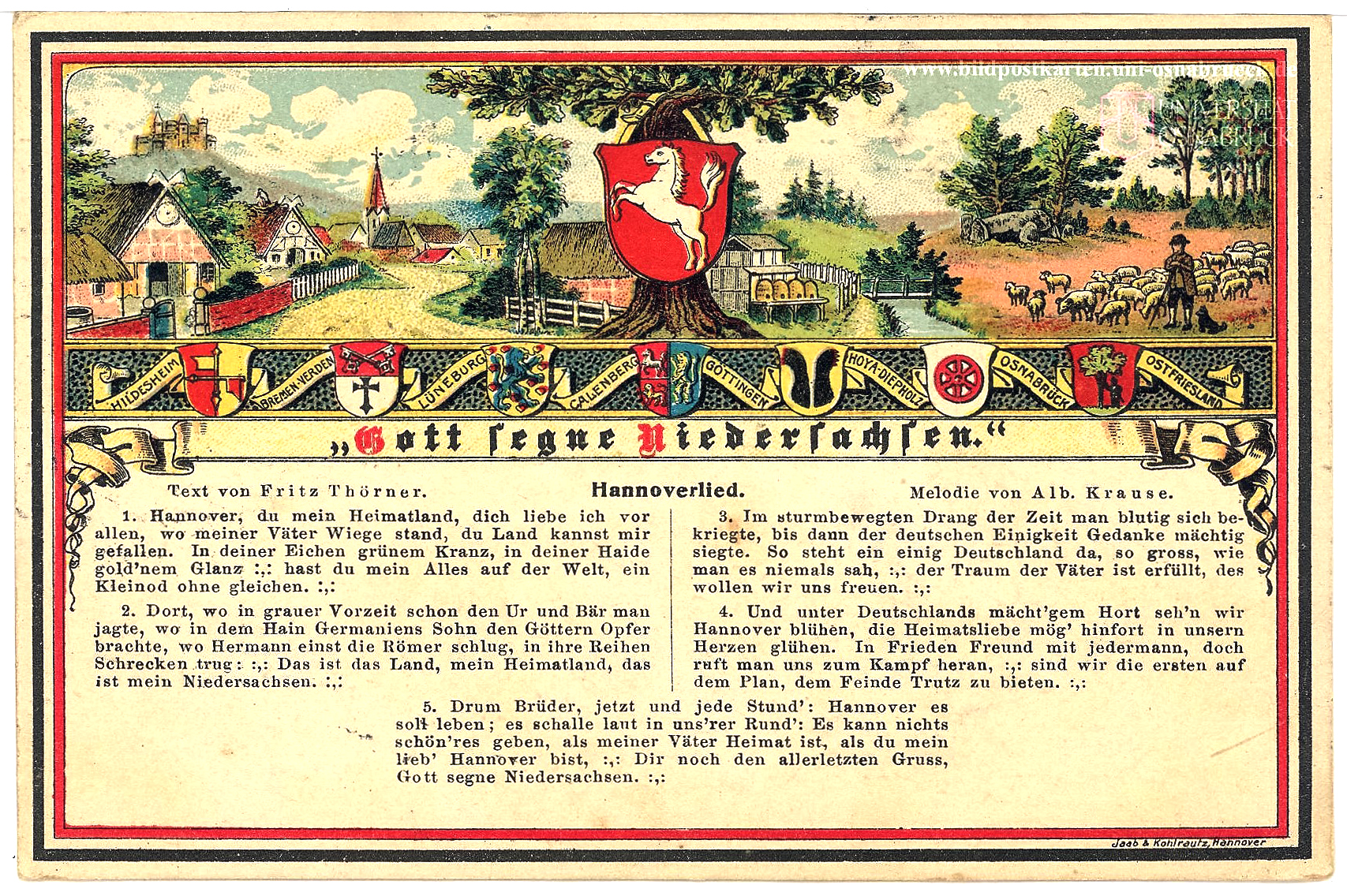
Bildpostkarte aus der „Sammlung Prof. Dr. S. Giesbrecht“ an der Universität Osnabrück;
vielfarb-Lithografie von Jaab & Kohlrautz mit dem Hannoverlied von Fritz Thörner, um 1900

Sabine Giesbrecht studierte von 1958 bis 1961 an der Hochschule für Musik Berlin und legte 1961 dort die Privatmusiklehrerprüfung (PMP) und 1965 die Abschlussprüfung im Fach Klavier ab. 1961 begann sie ein Studium der Musikwissenschaft und Philosophie an der Universität Wien, das sie 1964 an der Freien Universität Berlin fortsetzte und 1968 mit der Promotion abschloss (Der Ländler: Untersuchungen zur musikalischen Struktur ungeradtaktiger österreichischer Volkstänze).
Von 1969 bis 1974 war sie wissenschaftliche Assistentin am Lehrstuhl für Musikgeschichte der Technischen Universität Berlin. Am Gymnasium Horn in Bremen arbeitete sie von 1974 bis 1978 als Referendarin/Studienassessorin/Studienrätin und von 1978 bis 1983 als Akademische Rätin/Oberrätin an der Universität/Gesamthochschule Siegen. Von 1983 bis 2002 war sie (seit 1993 wieder unter dem Geburtsnamen Sabine Giesbrecht) als Professorin für Musikwissenschaft an der  Universität Osnabrück  tätig. Seit 2002 ist sie Professorin i. R. und seit 2010 Stifterin des Universitäts-Archivs „Historische Bildpostkarten“ (Schwerpunkt „Musik“), das sie zusammen mit Dietrich Helms leitet.

## Schriften
- Sabine Giesbrecht: Der Ländler: Untersuchungen zur musikalischen Struktur ungeradtaktiger österreichischer Volkstänze, Dissertation, in der Reihe Sammlung musikwissenschaftlicher Abhandlungen, Bd. 52, Strasbourg (Strassburg), Baden-Baden: Heitz, 1970, ISBN 3-87320-552-1.
- Sabine Giesbrecht: Umgang mit musikalischen Elementen, in der Reihe Einführung in die Musik, Bd. 1, Studienreihe Musik, 2. Aufl., Stuttgart: Metzler, 1981, ISBN 3-476-20214-3.
- Sabine Giesbrecht: Umgang mit musikalischen Elementen, in der Reihe Einführung in die Musik, Bd. 1, 2. Aufl., Stuttgart: Metzler, 1988, ISBN 3-476-20379-4.
- Sabine Schutte (Hrsg.): Ich will aber gerade vom Leben singen ... / über populäre Musik vom ausgehenden 19. Jahrhundert bis zum Ende der Weimarer Republik, rororo-Sachbuch 7793, Reinbek bei Hamburg: Rowohlt, ISBN 3-499-17793-5.
- Sabine Schutte (Hrsg.) Die Musik kommt! Zur politischen und sozialen Funktion von Marsch- und Tanzmusik, Stuttgart: Metzler, 1988, ISBN 3-476-20339-5.
- Sabine Schutte, Fred Ritzel: Gesellige Musik / bürgerliches Musikleben im 19. Jahrhundert / Arbeitsbuch für den Musikunterricht in der Sekundarstufe II, Stuttgart: Metzler, 1991, ISBN 3-476-20437-5.
- Hans Werner Henze: Politisch-humanitäres Engagement als künstlerische Perspektive / Festschrift zur Verleihung der Ehrendoktorwürde der Universität Osnabrück an den Komponisten, hrsg. von Sabine Giesbrecht und Stefan Hanheide (gefeierte Personen), Osnabrück: Universitäts-Verlag Rasch, 1998, ISBN 3-932147-70-7.
- Friedrich Wilhelm von Redern, Sabine Giesbrecht: Unter drei Königen / Lebenserinnerungen eines preußischen Oberstkämmerers und Generalintendanten, in der Reihe Veröffentlichungen aus den Archiven Preußischer Kulturbesitz, Bd. 55, Köln, Weimar, Wien: Böhlau, 2003, ISBN 3-412-17402-5.
- Sabine Giesbrecht: Redern, v.. In: Neue Deutsche Biographie (NDB). Band 21, Duncker & Humblot, Berlin 2003, ISBN 3-428-11202-4, S. 242 f. (Digitalisat). (Familienartikel)
- Sabine Giesbrecht: Musik und Propaganda. Der Erste Weltkrieg im Spiegel deutscher Bildpostkarten. Osnabrück: epOs-Music, 2014, ISBN 978-3-940255-51-8 (Buch), ISBN 978-3-940255-52-5 (CD-ROM)
- Sabine Giesbrecht: Wege zur Emanzipation. Frauendarstellungen auf Bildpostkarten des Deutschen Kaiserreiches unter Wilhelm II. Osnabrück: epOs-Music, 2017, ISBN 978-3-940255-72-3 (Buch), ISBN 978-3-940255-73-0 (CD-ROM)